# Urosigalphus aeternus
Urosigalphus aeternus är en stekelart som beskrevs av Charles Thomas Brues 1910. Urosigalphus aeternus ingår i släktet Urosigalphus och familjen bracksteklar. Inga underarter finns listade i Catalogue of Life.